# Christopher Cross
Christopher Cross, född 3 maj 1951 i San Antonio, Texas, är en amerikansk musiker och kompositör. För svensk publik antagligen mest känd för låten Arthur's Theme (Best That You Can Do) från Dudley Moore-filmen En brud för mycket från 1981, vilken även vann en Oscar för bästa sång. 
Cross slog igenom i USA, med sin debut-LP 1980 och de fyra hitsinglar som hämtades från albumet: Ride Like the Wind (#2), Sailing (#1), Never be the Same (#15) och Say You'll Be Mine (#20). Vid den amerikanska Grammygalan året efter tog Cross hem fem stycken Grammys, bl.a. för "Bästa nya artist" och "Årets låt" (Sailing).
Förutom ovan nämnda filmlåt (som Cross skrev tillsammans med Burt Bacharach, Carole Bayer Sager och Peter Allen), som också den nådde Billboard-listans 1:a plats, har Cross bara haft några smärre hits efter det; Think of Laura (#9) och All Right (#12) (båda från 1983).

## Diskografi
- Christopher Cross (1980)
- Another Page (1983)
- Every Turn of the World (1985)
- Back of my Mind (1988)
- Rendezvous (1992)
- Window (1994)
- Walking in Avalon (1998)
- The Concert (1998) (live)
- A Christopher Cross Christmas (2007)
- The Café Carlyle Sessions (2008) (akustiska nyinspelningar)
- Dr. Faith (2010)
- Secret Ladder (2014)